# Ascalapha odora
Ascalapha odora là một loài bướm đêm trong họ Erebidae.